# Château de Castro Marim
Le château de Castro Marim est une ancienne fortification militaire médiévale située dans la freguesia de Castro Marim (pt), sur le territoire de la municipalité de Castro Marim (district de Faro, Portugal),.
Fortification frontalière dominant le Monte do Castelo, elle défendait ce point de passage sur la rive droite de l'embouchure du Guadiana, face au château d'Ayamonte (pt), aujourd'hui en Espagne. Emblème de la ville, ce château médiéval est considéré par les spécialistes comme l'un des monuments les plus significatifs du Moyen Âge portugais dans le paysage de la région. Il fait partie de la réserve naturelle du marais maritime de Castro Marim et Vila Real de Santo António, offrant une vue panoramique sur le fleuve, la zone des marais, les montagnes de l'Algarve, l'Espagne, les salines et les plages de cette côte.
Il est classé Monument national depuis 1910. 

## Historique
Des recherches archéologiques menées dans les années 1980 indiquent que la première occupation humaine de Monte do Castelo remonte à la Préhistoire, à la fin de l'âge du bronze. Depuis lors, l'occupation de l'embouchure du fleuve Guadiana n'a connu aucune interruption, toujours liée à l'activité commerciale maritime de la Méditerranée, successivement par les navigateurs phéniciens, grecs (854 av. J.-C.) et carthaginois (fin du IVe siècle av. J.-C.), jusqu'à sa destruction par un violent tremblement de terre avant l'arrivée des Romains. Des vestiges archéologiques ont été découverts sur le site, suggérant une occupation humaine remontant à cinq mille ans avant Jésus-Christ, intégrée au Néolithique. 

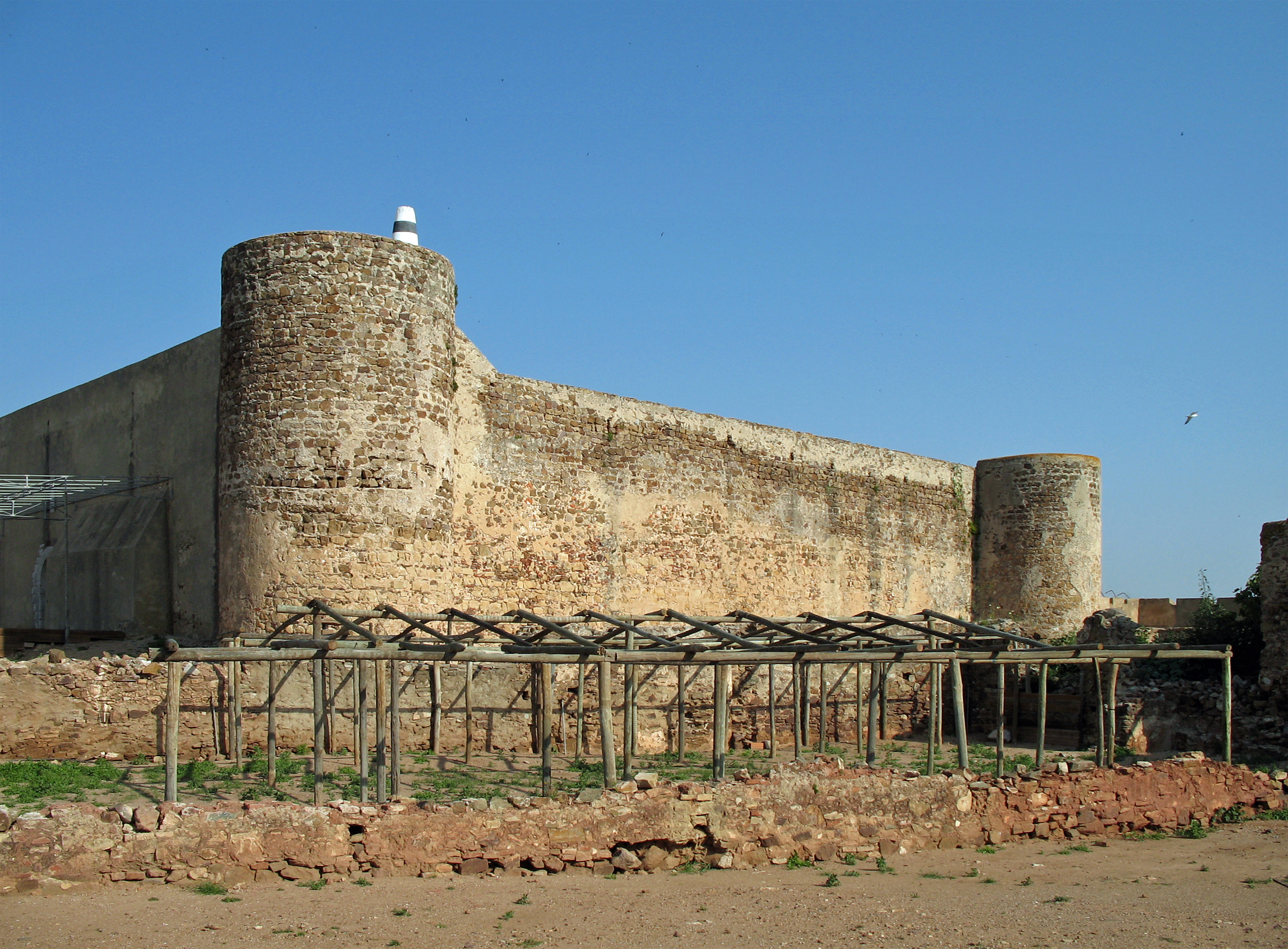
Tour semi-circilaire d'angle.

Le plus ancien mur défensif identifié dans l'enceinte actuelle du château remonte au VIIIe siècle av. J.-C. et a été agrandi par d'autres structures au cours des siècles suivants, en particulier entre les Ve et IIIe siècles av. J.-C., lorsque le commerce avec les villes grecques s'est intensifié.
Lors de la conquête romaine de la péninsule Ibérique, le fleuve Guadiana servait de frontière entre les provinces d' Hispania Baetica et de Lusitânia. La ville fut réoccupée et ses fortifications reconstruites, devenant un important centre politique et économique régional. De là partaient les voies romaines très fréquentées qui reliaient Besuris (Castro Marim) à Mírtilis Júlia (Mértola, au nord), à Ossónoba (Faro) et Balsa, le long de la côte (à l'ouest), et à Onoba Astuária (Huelva, à l'est). 
Plus tard, conservant son importance, il fut occupé par les Vandales et les Musulmans, certains auteurs attribuant à ces derniers la construction du château primitif, de plan carré, avec des tours semi-circulaires aux angles. 

### Le château médiéval
Lors de la Reconquête chrétienne de la péninsule Ibérique, la région fut envahie par les forces portugaises dans les années 1230. Le roi Sanche II atteignit l'embouchure du Guadiana, où il conquit Mértola et Ayamonte (1238). S'ensuivit la conquête de Castro Marim, sous le commandement du Maître de l'Ordre de Santiago, Paio Peres Correia (1242). Dès lors, la Couronne favorisa le repeuplement de l'Algarve, sous la responsabilité des Ordres militaires. Castro Marim reçut une charte du roi Alphonse III le 8 juillet 1277, lui ordonnant de reconstruire ses défenses. 

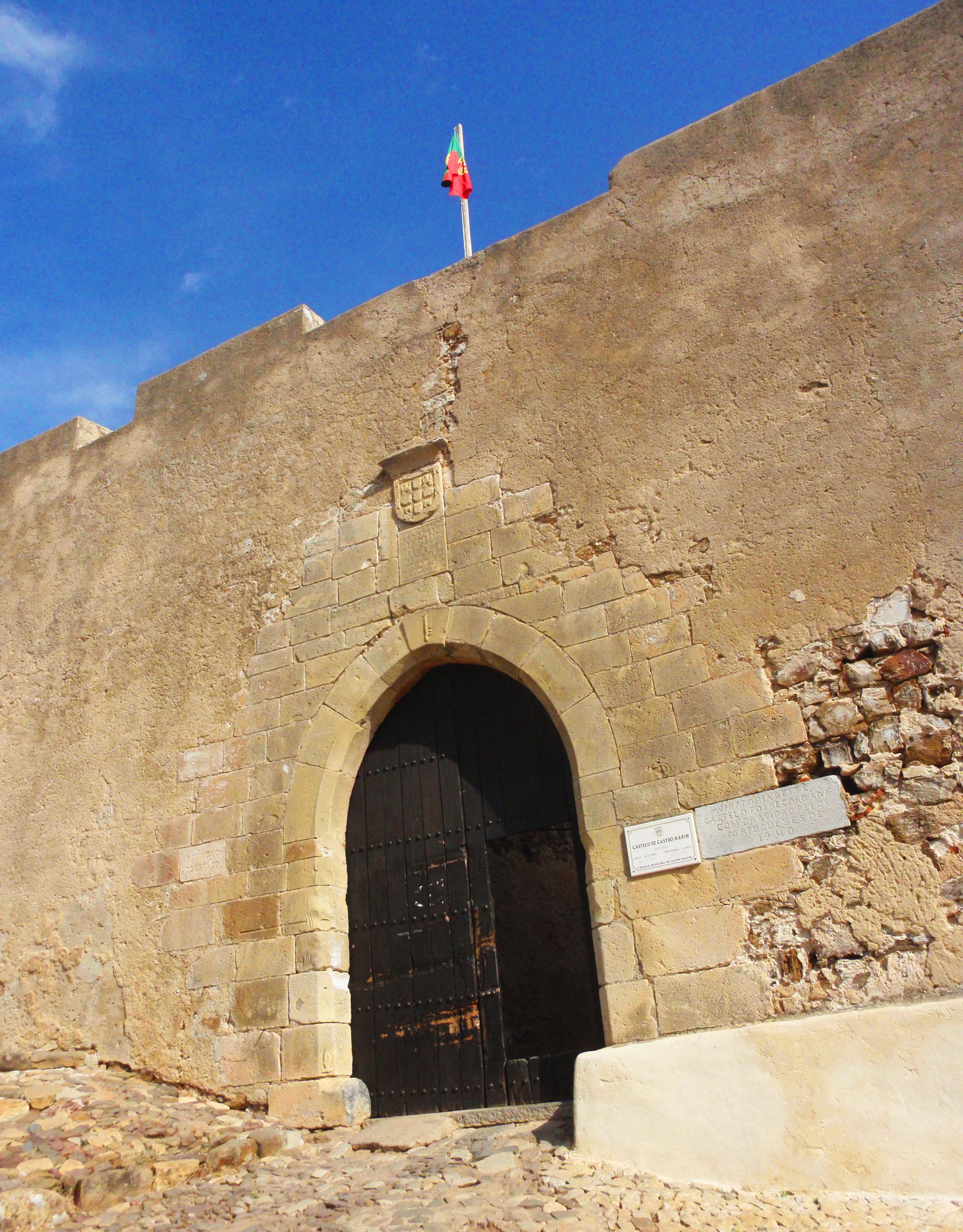
Une porte d'entrée de l'enceinte.

Sous le règne du roi Denis Ier (1279-1325), les travaux de reconstruction de la porte du château commencèrent, comme l'indique l'inscription épigraphique (1er juillet 1279). Le souverain confirma et élargit la charte de la ville (1er mai 1282). Par la suite, suite à la négociation et à la signature du Traité d'Alcañices (12 septembre 1297), lorsque le Portugal céda les domaines d'Aroche, d'Ayamonte, d'Aracena et d'autres, recevant en échange ceux de Campo Maior, d'Olivence et d'autres de la région, le souverain ordonna la consolidation du château de Castro Marim (1303) et la construction d'une barbacane.
Toujours sous le règne de ce souverain, suite à l'extinction de l'Ordre du Temple par la bulle du pape Jean XXII (14 mars 1319), Castro Marim fut donnée au nouvel Ordre du Christ, qui y établit son premier siège de 1319 à 1356. Avec le transfert du siège à Tomar sur ordre de Pierre Ier (1357-1367), l'importance stratégique de la ville diminua et elle commença à se dépeupler. Ainsi, aux Cortes de Elvas de 1361 (pt), des plaintes furent déjà déposées contre les Ordres militaires en général, accusés plus tard, en 1475, d'avoir détruit les châteaux de l'Algarve, citant nommément Castro Marim. Il convient de noter que Jean Ier (1385-1433) avait déjà accordé une charte à la ville, lui accordant le privilège d' accueillir quarante habitants (10 avril 1421) dans le but d'accroître la population.

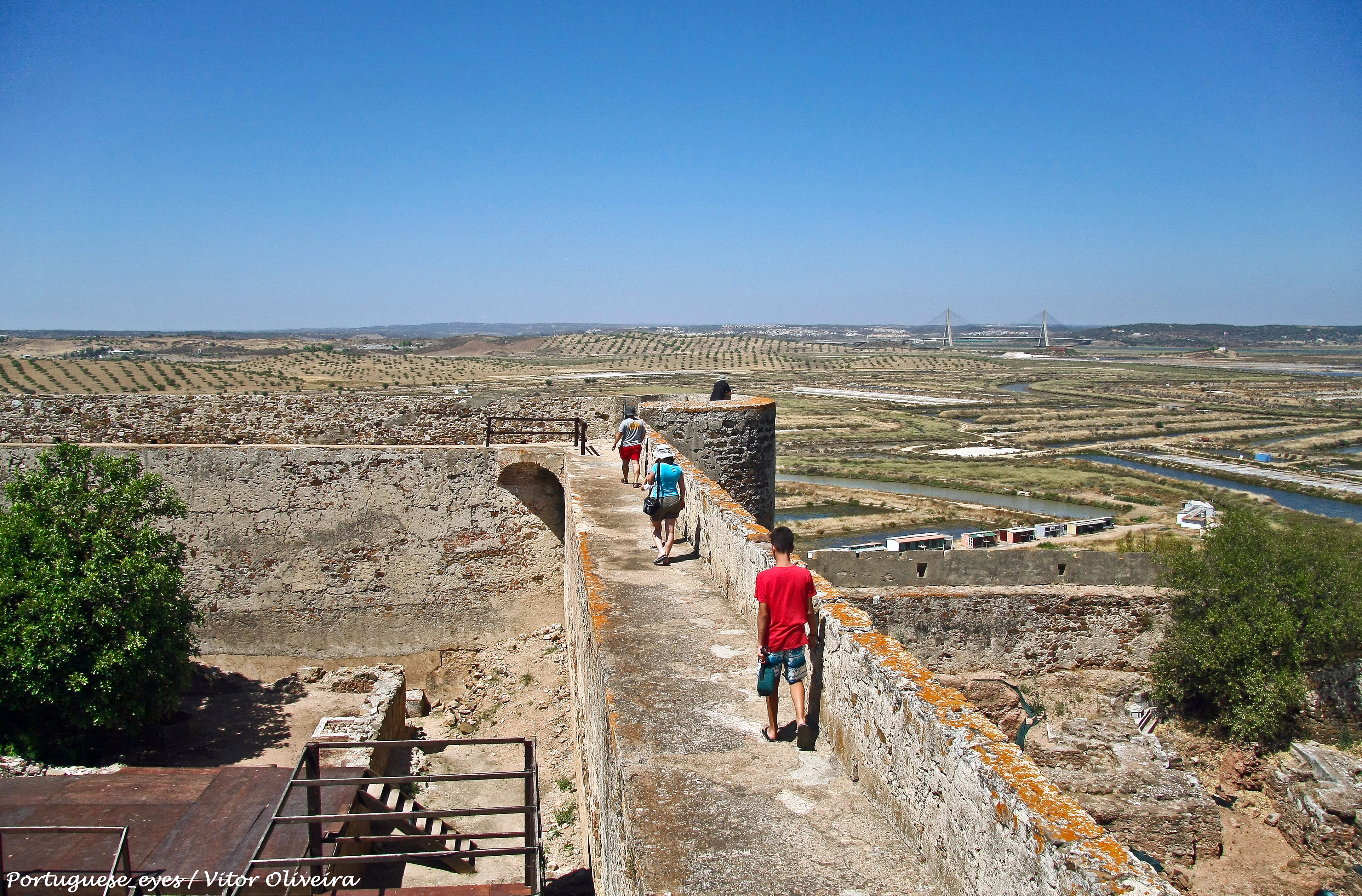
Le chemin de ronde.

Le prince Henri le Navigateur (1395-1460), nommé Maître de l'Ordre, résida dans ce château. Plus tard, sous le règne du roi Manuel Ier (1495-1521), la ville reçut sa Foral Novo (20 août 1504), date à laquelle le souverain ordonna la réparation de ses défenses, notamment des remparts du château. Ces travaux furent consignés par Duarte de Armas (pt) dans son Livre des Forteresses (vers 1509) : dans le château, de plan quadrangulaire, le haut donjon se dressait au sud, également de plan quadrangulaire, adossé à la muraille. Elle était renforcée par des cubelo (pt) aux angles. 
À l'extérieur, une enceinte crénelée, au tracé irrégulier, entourait le village. Cette clôture présentait :
- au sommet oriental, une tour quadrangulaire couronnée de merlons, dans laquelle s'ouvrait une porte en arc droit, précédée d'un pont-levis ;
- au sommet occidental, une tourelle plus petite, ouverte par une porte en plein cintre avec une serrure décorée d'armoiries ;
- sur le côté nord, au niveau du sol, une petite arche du canal a été arrachée.

Avec le début de l'expansion maritime portugaise, la région de l'Algarve acquit une importance stratégique nouvelle en raison de sa proximité avec les comptoirs d'Afrique du Nord. Ces ouvrages avaient un double objectif : le soutien logistique aux comptoirs africains et la surveillance des actions des corsaires actifs dans la région. D'autres comptoirs de l'Algarve se modernisèrent cependant tout au long du XVIe siècle, mais pas Castro Marim. Dans le dernier quart de ce siècle, la ville et son château étaient décrits ainsi :

« Castro Marim est situé au sommet d'une haute colline, entouré de tous côtés par la mer sauf à l'ouest, et le site est bien adapté à l'endroit où il se trouve, qui est à la frontière de la Castille, où il a comme concurrent une grande mais dispersée ville appelée Aiamonte (…).
Cette ville est entourée d'une bonne forteresse et de ses faubourgs et tout ensemble représente la majesté à ceux qui la voient de loin, en raison du cadre élevé dans lequel elle se trouve, avec lequel s'affichent ses bâtiments, qui, bien considérés, semblent être favorisés par la nature, menaçant non seulement sa voisine Ayamonte mais toute la Castille. (…) " (Frei João de São José. Chorographia do Reyno do Algarve. 1577.) »

Lors de la crise de succession portugaise (1580), avec la montée en puissance du parti du Prior do Crato (pt) , les membres de la Junta de Defesa do Reino, établie après la mort du Henri Ier, s'enfuirent à Castro Marim, d'où ils se rendirent à Ayamonte, en Espagne. Là, protégés, ils rédigèrent et signèrent une déclaration reconnaissant les droits de Philippe II d'Espagne sur le trône portugais, à l'exclusion de D. António. Sous le règne de Philippe III, Henrique Fernandes Serrão décrivit le château de Castro Marim comme possédant : 

« Trois portes dans l'enceinte et un château très fort, récemment réparé, avec une très haute et belle tour, d'où l'on peut profiter d'une vue magnifique (1600) »

. 
Avec la guerre de Restauration portugaise, les défenses entourant Castro Marim furent remodelées, acquérant des lignes bastionnées modernes. Ces travaux ne furent achevés que sous le règne du roi Alphonse VI (1656-1667), complétés par le fort de São Sebastião de Castro Marim et le fort de Santo António de Castro Marim.

### Du tremblement de terre de 1755 à nos jours
Lors du tremblement de terre de 1755, le centre médiéval de la ville subit d'importants dégâts, notamment dans l' église São Tiago. C'est pourquoi le roi José Ier (1750-1777) ordonna la restauration des défenses de la ville. 
Au début du XXe siècle, le château de Castro Marim fut classé monument national par décret du 16 juin 1910. Ce n'est qu'au milieu du siècle que débuta l'intervention publique, par l'intermédiaire de la Direction générale des bâtiments et monuments nationaux (DGEMN), qui y réalisa des travaux de consolidation et de reconstruction entre 1942 et 1952. D'autres interventions de la même agence suivirent en 1958 (principalement près de la chapelle) et 1960 (travaux d'adaptation en musée, reconstructions, etc.). Le monument fut légèrement endommagé par le tremblement de terre du 28 février 1969. D'autres interventions de la DGEMN eurent lieu entre 1977 et 1979, puis entre 1980 et 1983. Entre 2000 et 2003, des fouilles furent menées sous la direction de l'archéologue Ana Maria Arruda.

### Caractéristiques

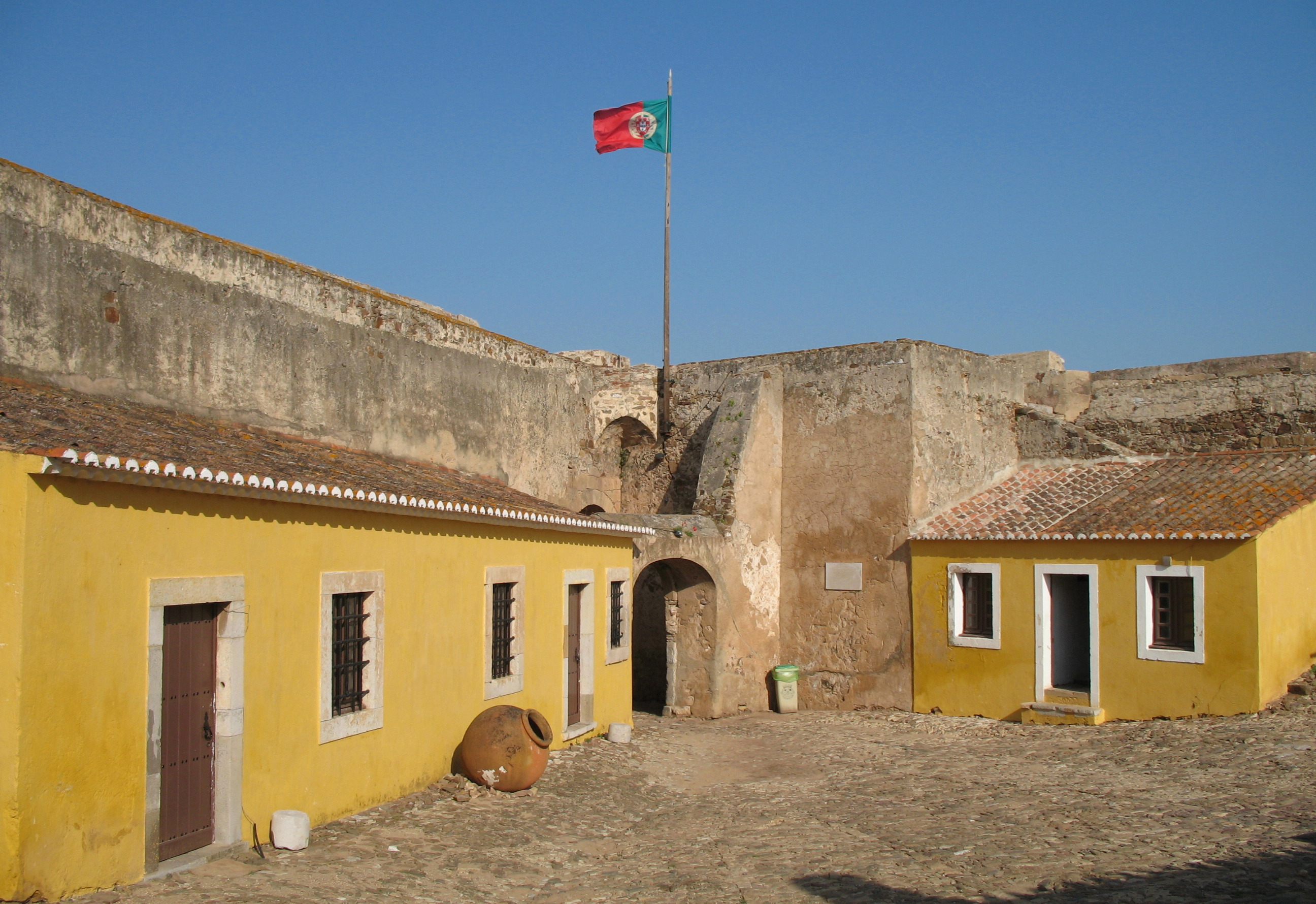
La cour intérieure.

Perché sur une colline, le château médiéval présente un plan quadrangulaire irrégulier, avec quatre tours cylindriques aux angles des murailles, surmontés d'un chemin de ronde, et deux portes, l'une au nord et l'autre au sud, l'une surmontée d'un blason et d'une inscription épigraphique. À l'intérieur de la place d'armes, des bâtiments à deux étages se dressent attenants aux murs ouest et nord ; à l'est, les ruines de l'alcazaba d'origine. À l'extérieur, se trouvent les vestiges du donjon et du bastion qui le flanquait. 
Sous l'abri de la barbacane triangulaire, surmontée d'un chemin de ronde, se dressent l'église Saint-Jacques, l'église Sainte-Marie, l'église de la Miséricorde et un complexe muséal présentant des vestiges archéologiques de l'occupation de la région. Au sommet sud se dresse une plate-forme d'artillerie, et aux sommets est et ouest se trouvent deux tours quadrangulaires, surmontées de terrasses percées de portes en arc en plein cintre. Au-dessus de la porte de la tour ouest se trouvent des armoiries et une inscription épigraphique.